# فن اجتماعي
الفن الاجتماعي هو محاولة لحل قضية اجتماعية معينة باستخدام الفن والإبداع. الفنانون الاجتماعيون هم أشخاص يستخدمون مهارات إبداعية للعمل مع أناس أو منظمات في مجتمعهم للتأثير على عملية التغيير. حيث يستخدم فنان تقليدي مهاراته الإبداعية للتعبير عن آرائه في العالم، فإن الفنان الاجتماعي يستخدم مهاراته للمساعدة في تعزيز المجتمعات وتحسينها وحل مشكلات المجتمعات. وبالتالي، فإن الهدف الرئيس للفنان الاجتماعي هو تحسين المجتمع ككل ومساعدة الآخرين في العثور على وسائل التعبير الإبداعي الخاصة بهم.
قد يتناول الفنانون الاجتماعيون قضايا مثل هجرة الشباب أو انهيار المجتمعات. وفي العادة، يعالج الفنانون الاجتماعيون هذه المشكلات من خلال مساعدة الناس على التعبير عن أنفسهم وأخذ حقهم في التعبير عن الرأي، واستخدام الفن لمساعدتهم على التواصل وتعزيز فهم بعضهم البعض.
تتضمن الفنون الاجتماعية العديد من أشكال الفن المختلفة بما في ذلك المسرح والشعر والموسيقى والفن البصري.
النتائج التي وصل إليها العلماء عام 2013 تؤكد التحول عن التعبير الفردي إلى المشاركة الجماعية في التعبير، وقد أدرج الباحثان لينغو وتيبر عدة أمثلة: 
1. يرى الفنانون المعاصرون أنفسهم كمعلمين وفاعلين مجتمعيين وناشطين في السياسة ومقدمي خدمات صحية. (لينا وكورنفيلد، 2008؛ سيموندز، 2013؛ ثروسبي وزيدنيك،2011.)
2. هناك فنانون خريجون ينتهون في التعليم أكثر من أولئك الذين يتنهون في مواقع أخرى.
3. فنانو النشاط الاجتماعي "يغيبون الحدود الفاصلة بين صناعة الأشياء والأداء والنشاط السياسي وتنظيم المجتمع والبيئة والصحافة مما يخلق فنًا تشاركيا.[7]

## روابط خارجية
- الفن الاجتماعي